# Hemisphaerius bacculinus
Hemisphaerius bacculinus är en insektsart som beskrevs av Butler 1875. Hemisphaerius bacculinus ingår i släktet Hemisphaerius och familjen sköldstritar. Inga underarter finns listade i Catalogue of Life.